# آورآختآل (اتحاد إداري)
اِتِّحاد آُورآَختَآل (بالأَلمانِيَّة: Verwaltungsgemeinschaft Aurachtal) هُو اِتِّحاد إِدارِي أَلمانِيَّ في مِنطَقَة إرلِنغَنِّ - هُوششَتَادت التَّابِعة لِمُحافظة فرانكُونيا الوُسطَى في وِلاَية رَآيْنٌ لَانْد - بفَآلز في جُمهُوريَّة أَلمَانيَا الاِتّحاديّة. ويضُمُّ اِتِّحاد آُورآَختَآل بلدتَان بمِساحة تُقَدَّر بحَوالَي 23 كم².

## بلدَات اِتِّحاد آُورآَختَآل
يضُمُّ اِتِّحاد آُورآَختَآل بلدتَان بمِساحة تُقَدَّر بحَوالَي 23 كم². وهي كالتَّالي:
| اِسم البلدَة        | ٱلِٱسم بالأَلمانِيَّة         | عَدد السُكَّان | المِساحَة (كم²) |
| ----------------- | ------------------------ | ---------- | ------------- |
| بَلْدَة آُورَآَختَآل     | Gemeinde Aurachtal       | 3٬069      | 18            |
| بَلْدَة أُوبِرغَآيشنٌبَآَخ | Gemeinde Oberreichenbach | 1٬302      | 5             |

## وُصلات خارجيّة
- صفحة اِتِّحاد آُورآَختَآل الرّسميّة (باللُّغَةُ الألمانِيّة).

## مَراجع
1. ↑  "معلومات عن آورآختآل (اتحاد إداري) على موقع openstreetmap.org". openstreetmap.org. مؤرشف من الأصل في 2019-12-08.
2. ↑  "معلومات عن آورآختآل (اتحاد إداري) على موقع viaf.org". viaf.org. مؤرشف من الأصل في 2019-12-08.